# 吉迪恩 (密蘇里州)
吉迪恩（英語：Gideon）是位於美國密蘇里州新馬德里縣的城市。

## 人口
根據2020年美國人口普查的數據，吉迪恩的面積為4.66平方千米，當中陸地面積為4.64平方千米，而水域面積為0.03平方千米。當地共有人口780人，而人口密度為每平方千米167人。